# Wayne Wilderson
Wayne Wilderson (* 30. Januar 1966 in Minneapolis, Minnesota) ist ein US-amerikanischer Schauspieler und Komiker.

## Leben und Karriere
Wayne Wilderson wurde in der Stadt Minneapolis, im US-Bundesstaat Minnesota, geboren und besuchte später das Breck College, welches er 1984 abschloss. 1989 erhielt er vom Boston College den Bachelor of Arts in Theater. Als Schauspieler ist er seit 1993 aktiv, nachdem er eine Gastrolle in einer Episode von Frasier übernahm. Kurz darauf, 1996, bekam er dann eine kleine Rolle in Roland Emmerichs Independence Day.
Wilderson tritt seitdem häufig in Gastrollen im Fernsehen auf, darunter Verrückt nach dir, Palm Beach-Duo, Melrose Place, Seinfeld, Malcolm & Eddie, The West Wing – Im Zentrum der Macht, V.I.P. – Die Bodyguards, Malcolm mittendrin, JAG – Im Auftrag der Ehre, King of Queens, Joey, Boston Legal, Grey’s Anatomy, CSI: Miami, Still Standing, Das Büro, Hannah Montana, Emergency Room – Die Notaufnahme, Private Practice, Wilfred, Bones – Die Knochenjägerin, Two and a Half Men, Melissa & Joey, Mom, Jessie, How to Get Away with Murder, The Big Bang Theory, The Middle oder Angie Tribeca.
Daneben war er auch in einigen Seriennebenrollen zu sehen. So übernahm er von 1998 bis 2001 als Byron Clark eine kleine Rolle in Mister Funky – Die Steve-Harvey-Show. Ab 2001 war er in unregelmäßigen Abständen in einer Rolle als Leichenbeschauer in CSI: Vegas zu sehen. Von 2016 bis 2019 spielte er als Wayne die Rolle eines Reporters in der Polit-Comedyserie Veep – Die Vizepräsidentin. Mit dem Ensemble wurde er 2017 für einen Screen Actors Guild Award in der Kategorie Beste Schauspielensemble in einer Comedyserie nominiert. 2017 folgte dazu eine kleine Rolle als Schulleiter Gibbons in The Mick.

## Filmografie (Auswahl)
- 1993: Frasier (Fernsehserie, Episode 1x10)
- 1994: Thunder Alley (Fernsehserie, Episode 1x01)
- 1995: Verrückt nach dir (Mad About You, Fernsehserie, Episode 4x02)
- 1995–1997: Zwei Singles im Doppelbett (Almost Perfect, Fernsehserie, 2 Episoden)
- 1996: Ellen (Fernsehserie, Episode 3x15)
- 1996: Independence Day
- 1996: Living Single (Fernsehserie, Episode 4x03)
- 1996: 364 Girls a Year
- 1997: Palm Beach-Duo (Silk Stalkings, Fernsehserie, Episode 7x11)
- 1997–1998: Seinfeld (Fernsehserie, 4 Episoden)
- 1998: Melrose Place (Fernsehserie, Episode 6x17)
- 1998: Alles rein persönlich (Getting Personal, Fernsehserie, Episode 2x04)
- 1998: Malcolm & Eddie (Fernsehserie, Episode 3x08)
- 1998–2001: Mister Funky – Die Steve-Harvey-Show (Fernsehserie, 5 Episoden)
- 1999: Crusade (Fernsehserie, Episode 1x08)
- 2000: The West Wing – Im Zentrum der Macht (The West Wing, Fernsehserie, Episode 2x06)
- 2000: Der Hotelboy (The Jamie Foxx Show, Fernsehserie, Episode 5x07)
- 2001: Monkeybone
- 2001: V.I.P. – Die Bodyguards (V.I.P., Fernsehserie, Episode 3x19)
- 2001: A. I. - Künstliche Intelligenz (Artificial Intelligence: AI)
- 2001: The Ellen Show (Fernsehserie, Episode 1x07)
- 2001–2009: CSI: Vegas (CSI: Crime Scene Investigation, Fernsehserie, 6 Episoden)
- 2002: One Hour Photo
- 2002: Alabama Dreams (Fernsehserie, Episode 4x16)
- 2002: Die Parkers (The Parkers, Fernsehserie, Episode 3x14)
- 2002: Malcolm mittendrin (Malcolm in the Middle, Fernsehserie, Episode 3x15)
- 2003: JAG – Im Auftrag der Ehre (JAG, Fernsehserie, Episode 8x12)
- 2003: King of Queens (The King of Queens, Fernsehserie, Episode 5x16)
- 2004: Threat Matrix – Alarmstufe Rot (Threat Matrix, Fernsehserie, Episode 1x11)
- 2004: Married to the Kellys (Fernsehserie, Episode 1x11)
- 2004: One on One (Fernsehserie, Episode 3x22)
- 2004: Joey (Fernsehserie, Episode 1x01)
- 2004: Keine Gnade für Dad (Grounded for Life, Fernsehserie, Episode 5x08)
- 2004: Boston Legal (Fernsehserie, Episode 1x08)
- 2005: Grey’s Anatomy (Fernsehserie, Episode 1x09)
- 2005: CSI: Miami (Fernsehserie, Episode 4x08)
- 2006: The Enigma with a Stigma
- 2006: Still Standing (Fernsehserie, Episode 4x17)
- 2006: Lucky Louie (Fernsehserie, Episode 1x10)
- 2006: Das Büro (The Office, Fernsehserie, 2 Episoden)
- 2006–2007: The Class (Fernsehserie, 3 Episoden)
- 2007: Evan Allmächtig (Evan Almighty)
- 2007: The Thick of It (Fernsehfilm)
- 2007: Cavemen (Fernsehserie, Episode 1x07)
- 2007, 2013: Two and a Half Men (Fernsehserie, 3 Episoden)
- 2008: Hannah Montana (Fernsehserie, Episode 3x02)
- 2009: Pushing Diaries (Fernsehserie, Episode 2x11)
- 2009: Emergency Room – Die Notaufnahme (ER, Fernsehserie, Episode 15x19)
- 2009: Private Practice (Fernsehserie, Episode 3x08)
- 2011: Wilfred (Fernsehserie, Episode 1x10)
- 2011: Bones – Die Knochenjägerin (Bones, Fernsehserie, Episode 7x04)
- 2013: Melissa & Joey (Fernsehserie, Episode 3x10)
- 2014: Mom (Fernsehserie, 2 Episoden)
- 2014: Review (Fernsehserie, Episode 1x09)
- 2014: Cobbler – Der Schuhmagier (The Cobbler)
- 2014: Jessie (Fernsehserie, Episode 3x26)
- 2014: Gretch & Tim (Fernsehfilm)
- 2014–2015: A to Z (Fernsehserie, 3 Episoden)
- 2015: How to Get Away with Murder (Fernsehserie, 2 Episoden)
- 2015: Sex, Death and Bowling
- 2015: Club 5150 (Fernsehserie, 4 Episoden)
- 2015: The Big Bang Theory (Fernsehserie, Episode 9x09)
- 2016: The Middle (Fernsehserie, Episode 7x24)
- 2016: Angie Tribeca (Fernsehserie, Episode 2x09)
- 2016: Mascots
- 2016: Son of Zorn (Fernsehserie, Episode 1x03)
- 2016–2019: Veep – Die Vizepräsidentin (Veep, Fernsehserie, 9 Episoden)
- 2017–2018: The Mick (Fernsehserie, 7 Episoden)
- 2018: The Fosters (Fernsehserie, Episode 5x21)
- 2018: Mr. Student Body President (Fernsehserie, 2 Episoden)
- 2019: Young Sheldon (Fernsehserie, Episode 2x12)
- 2020: Will & Grace (Fernsehserie, Episode 11x10)
- 2020: Upload (Fernsehserie, 2 Episoden)
- 2021: Far More